# Ronald Inglehart
Ronald F. Inglehart (* 5. September 1934 in Milwaukee, Wisconsin, USA; † 8. Mai 2021 in Ann Arbor, Michigan) war ein US-amerikanischer Politologe und ab 1978 bis 2010 Professor an der University of Michigan.

## Akademischer Lebenslauf
Bis 1956 studierte Inglehart an der Northwestern University und schloss dort sein Studium mit einem Bachelor ab. Anschließend studierte er bis 1962 im Master-Studiengang an der University of Chicago. In den Jahren 1963/64 absolvierte er schließlich ein Fulbright-Stipendium an der Universität Leiden (Niederlande). 1967 promovierte Inglehart an der University of Chicago. Ab 1978 war er Professor der Politikwissenschaft an der University of Michigan. Zudem war er ab 1985 Programmdirektor des Center for Political Studies der University of Michigan.
Weiterhin war Inglehart Gastprofessor an zahlreichen Universitäten: Universität Mannheim; University of Kyoto (Japan); Dōshisha-Universität, Kyoto (Japan); Freie Universität Berlin; Universität Leiden (Niederlande); Academia Sinica, Taipei (Taiwan); Berlin Science Center for Social Research; Universität Rom (Italien). Seit 2008 war Inglehart jeweils drei Monate im Jahr „Wisdom-Professor“ an der Jacobs University Bremen und Mitglied der Bremen International Graduate School of Social Sciences (BIGSSS).
Sonstige Tätigkeiten: Mitarbeit beim Euro-Barometer, den World Values Surveys, Herausgebertätigkeit bei mehreren wissenschaftlichen Zeitschriften, wissenschaftlicher Beirat des Wissenschaftszentrums Berlin für Sozialforschung etc.
Ab 2009 war er Mitglied der American Academy of Arts and Sciences.
2011 erhielt Inglehart gemeinsam mit Pippa Norris den Johan-Skytte-Preis der Universität Uppsala, die international höchste Auszeichnung für Politologen.

## Theorien

Inglehart–Welzel Kulturenkarte der Welt

### Wertewandel
Bekannt wurde Inglehart in den 1970er Jahren durch seine Theorie des Wertewandels. Die Theorie beruht auf der Bedürfnispyramide von Abraham Maslow. Nach diesem Modell bilden die menschlichen Bedürfnisse die „Stufen“ einer Pyramide und bauen dieser eindimensionalen Theorie gemäß aufeinander auf. Der Mensch versucht demnach, zuerst die Bedürfnisse der niedrigen Stufen zu befriedigen, bevor die nächsten Stufen Bedeutung erlangen. Wer zum Beispiel in seinem Bedürfnis nach Selbsterhaltung oder Sicherheit frustriert wurde, der wird zuerst diese Bedürfnisse erfüllen wollen. Erst dann wird er nach „höheren Bedürfnissen“ wie zum Beispiel sozialer Anerkennung oder Selbstverwirklichung streben. Nach Inglehart entwickeln Menschen während ihrer Jugend eine materialistische oder eine postmaterialistische Einstellung. Je größer die formative Sicherheit (d. h. je größer der Wohlstand, den eine Person während ihrer Kindheit erlebt), desto wahrscheinlicher ist es, dass diese Person eine postmaterialistische Einstellung entwickelt. Erlebt eine Person hingegen Armut, wird sie eher eine materialistische Einstellung entwickeln.
Seine Theorie besagt, dass bei steigendem Wohlstand einer Gesellschaft das Bestreben nach materialistischen Werten (z. B. Neigung zu Sicherheit und Absicherung der Grundversorgung) abnimmt, während das Bestreben nach postmaterialistischen Werten (z. B. Neigung zu politischer Freiheit, Umweltschutz) zunimmt. Inglehart ist der Meinung, dass Materialisten eher konservativen Werten zuneigen, Postmaterialisten eher Werten der Selbstentfaltung. So stehen Materialisten zum Beispiel der Homosexualität negativ gegenüber und missbilligen Abtreibungen. Sie sind patriotischer und religiöser als Postmaterialisten. Das führt Inglehart darauf zurück, dass ein Individuum, das wenig formative Sicherheit erlebt, Halt in der Religion sucht. Dagegen sind Postmaterialisten in den sogenannten „neuen politischen Bewegungen“, wie zum Beispiel der Friedensbewegung oder der Umweltschutzbewegung, stark überrepräsentiert. Sie neigen stark dazu Parteien der „neuen Politik“, wie etwa die Grünen, zu wählen. Überhaupt wird das Aufkommen der Grünen in starkem Umfang auf den Wertewandel zurückgeführt.

### Empirische Messung
Zur statistischen Überprüfung der Theorie hat Inglehart den sogenannten Inglehart- oder Postmaterialismus-Index konstruiert, der Materialisten über eine Ranking-Skala von Postmaterialisten unterscheidet.
Dazu sollen die Befragten aus den vier Items:
- Aufrechterhaltung der nationalen Ordnung (maintaining order in the nation)
- mehr Mitsprache bei wichtigen politischen Entscheidungen (giving the people more say in important political decisions)
- Bekämpfung steigender Preise (fighting rising prices)
- Schutz der Redefreiheit (protecting freedom of speech)

zwei auswählen, die sie für am erstrebenswertesten halten. Daraus ergeben sich sechs mögliche Kombinationen, die Inglehart den Gruppen Materialisten, Post-Materialisten sowie gemischte Typen zuordnet.
Der Index ist bei Sozialwissenschaftlern methodologisch umstritten. Zudem scheinen empirische Studien die eindimensionale Entwicklung, die Inglehart vorhersagte (z. B. Klein 1995), zum Teil zu widerlegen.

### Dreistufentheorie Vormoderne, Moderne, Postmoderne
1. Vormoderne Gesellschaft: Mangelgesellschaft mit dem Primärziel, der Sicherung des eigenen Überlebens
2. Moderne- und Industriegesellschaft: Streben nach Leistung, Wohlstand und Sicherheit mit dem Ziel Überwindung der Armut
3. Postmoderne Gesellschaft: Anstieg des Lebensstandard; Konsum- und Dienstleistungsgesellschaft mit dem Ziel der Selbstverwirklichung

### Säkularisierung und Demokratisierung
In seinen letzten Werken beschäftigte sich Inglehart verstärkt mit der Rolle der Religion und religiöser Kulturen für die Entwicklung von Demokratie und Politik. Dabei sah er einen starken Zusammenhang zwischen Prozessen der Säkularisierung und der Demokratisierung, die über die Modernisierung miteinander verbunden sind. Allerdings führen die unterschiedlichen religiösen Kulturen zu Pfadabhängigkeiten der Modernisierung.

## Werke
- The Silent Revolution: Changing Values and Political Styles among Western Publics. Princeton: Princeton University Press, 1977
- Culture Shift in Advanced Industrial Society. Princeton: Princeton University Press, 1990
  - Kultureller Umbruch. Wertwandel in der westlichen Welt, Campus 1995, ISBN 978-3593341538
- Modernisierung und Postmodernisierung. Kultureller, wirtschaftlicher und politischer Wandel in 43 Gesellschaften. Frankfurt/Main: Campus Verlag 1998, ISBN 3-593-35750-X.
- mit Paul R. Abramson: Measuring Postmaterialism. The American Political Science Review (1999) 93 (3), S. 665–677.
- mit Christian Welzel: Modernization, Cultural Change, and Democracy. The Human Development Sequence. Cambridge: Cambridge University Press, 2005
- mit Pippa Norris: Sacred and Secular. Religion and Politics Worldwide. Cambridge: Cambridge University Press, 2004
- mit Pippa Norris: Cosmopolitan Communications. Cultural Diversity in a Globalized World. Cambridge: Cambridge University Press, 2009
- Cultural Evolution: People’s Motivations are Changing, and Reshaping the World. Cambridge University Press, Cambridge 2018, ISBN 978-1-108-48931-7.
- mit Pippa Norris: Cultural Backlash: Trump, Brexit, and Authoritarian Populism, Cambridge University Press, 2019, ISBN 978-1108444422